# Bif Naked
Bif Naked (née Beth Torbert) est une chanteuse, oratrice et actrice canadienne née le 15 juin 1971 à New Delhi.

## Jeunesse et éducation
Bif Naked est née à New Delhi de parents adolescents ; elle est adoptée par une famille américaine missionnaire. Elle vit une partie de sa jeunesse à Lexington, Kentucky où son père est professeur à l'université. Elle déménage ensuite au Manitoba, où elle habite au Pas, à Dauphin et finalement à Winnipeg. Elle est diplômée du Collège John Taylor et étudie par la suite le théâtre à l'Université de Winnipeg.

## Carrière musicale
Bif Naked commence sa carrière avec son EP intitulé Four Songs and a Poem en 1994. Son premier album complet, Bif Naked, sort sous son propre label Her Royal Majesty's Records en 1996 à l'âge de 23 ans. Par la suite, elle sort I Bificus en 1998 et Purge en 2001. Elle sort, en 2005, Superbeautifulmonster : un album composé de treize chansons. En 2009, elle sort l'album The Promise. En tournée elle rédige des versions acoustiques de certaines de ses chansons qui, par la suite, font la composition de son album Bif Naked Forever: Acoustic Hits and Other Delights, sorti le 4 décembre 2012 chez Reliant Music Records.
La musique de Bif Naked fait partie de plusieurs trames sonores de séries télévisées et de films comme Buffy contre les vampires, Charmed et Celebrity Deathmatch. Dawn, de l'album Purge fait partie de la bande originale du film American Pyscho 2.
Elle participe à plusieurs projets avec d'autres artistes de l'industrie de la musique. Elle est une invitée sur l'album FYULABA de SNFU pour deux chansons : One Last Loveshove et You Make Me Thick. Elle a fait des apparitions dans les clips vidéos The Kids Aren't Alright du groupe The Offspring et Believe Me et Silver de Moist. Elle fait aussi une apparition dans le vidéoclip Save You de Simple Plan.
Bif Naked s'est aventurée dans le domaine du cinéma pour la première fois en 1990 avec le film Archangel. Elle fait d'autres apparitions dans The Boys Club (1997), Is It Fall Yet? (2000), et Lunch with Charles (2001). Elle a aussi travaillé pour CBC Television, Bodog et a eu sa propre émission en 2007 Bif Naked Bride, qui racontait les événements de son mariage avec le journaliste sportif du Vancouver Sun Ian Walker,.

## Membres du groupe

### Membres présents
- Bif Naked – voix, harmonies vocales
- Jason Darr (Out of Your Mouth/Neurosonic) – guitare
- Flavio Cirillo (Art of Dying/Hail the Villain) – batterie

### Membres passés
- Steve Ricardo- guitare
- Gene Poole – guitare
- Chris Crippin (Hedley) – batterie
- Gail Greenwood (Belly/L7) – basse
- Gillian Hanna – guitare
- Britt Black – guitare
- Rich Priske – basse
- Mike Sage – batterie
- Doug Fury – guitare, basse
- Scotty McCarger – drums
- Scott Cooke – basse
- Tim Smyth – basse
- Greg Mark – guitare
- John Bates (Big John Bates) – Guitare

## Discographie
| Années | Single                                            | Chartes | Album                                               |
| Années | Single                                            | CAN     | Album                                               |
| ------ | ------------------------------------------------- | ------- | --------------------------------------------------- |
| 1995   | Tell On You                                       | —       | Bif Naked                                           |
| 1995   | Daddy's Getting Married                           | 12      | Bif Naked                                           |
| 1995   | My Whole Life                                     | —       | Bif Naked                                           |
| 1995   | Everything                                        | —       | Bif Naked                                           |
| 1998   | Spaceman                                          | 1       | I Bificus                                           |
| 1998   | Chotee                                            | —       | I Bificus                                           |
| 1998   | Lucky                                             | 18      | I Bificus                                           |
| 1999   | Moment of Weakness                                | 9       | I Bificus                                           |
| 2000   | Twitch                                            | —       | Another 5 Songs and a Poem                          |
| 2000   | We're Not Gonna Take It (Cover de Twisted Sister) | —       | Another 5 Songs and a Poem                          |
| 2001   | I Love Myself Today                               | 5       | Purge                                               |
| 2002   | Tango Shoes                                       | 15      | Purge                                               |
| 2003   | Leader                                            | —       | Purge                                               |
| 2003   | Choking on the Truth                              | —       | Purge                                               |
| 2003   | Rich and Filthy                                   | —       | Essentially Naked                                   |
| 2004   | Back in the Day                                   | —       | Essentially Naked                                   |
| 2005   | Let Down                                          | —       | Superbeautifulmonster                               |
| 2005   | Nothing Else Matters                              | —       | Superbeautifulmonster                               |
| 2006   | Everyday                                          | —       | Superbeautifulmonster                               |
| 2007   | My Greatest Masterpiece                           | —       | Crossing - Soundtrack                               |
| 2009   | Fuck You 2                                        | —       | The Promise                                         |
| 2009   | Sick                                              | —       | The Promise                                         |
| 2009   | King of Karma                                     | —       | The Promise                                         |
| 2012   | So Happy I Could Die                              | —       | Bif Naked Forever: (Acoustic Hits & Other Delights) |
| 2014   | The Only One                                      | —       | Bif Naked Forever: (Acoustic Hits & Other Delights) |

### Vidéoclips
- Everything (1994)
- My Whole Life
- Tell on You
- Never Alone
- Daddy's Getting Married (dirigé par William Morrison 1996)
- Spaceman
- Lucky
- Moment of Weakness (1999) (diirigé par Marcos Siega)
- We're Not Gonna Take It
- Chotee
- Twitch (1999)
- I Love Myself Today
- Tango Shoes
- Choking in the Truth
- Back in the Day
- Rich and Filthy
- Let Down
- Nothing Else Matters
- Everyday
- My Greatest Masterpiece (2007)
- Fuck You 2 (2009)
- Sick (2009)
- King of Karma (2009)[6]

## Filmographie
- 1990 : Archangel : une soldat russe
- 1997 : The Boys Club : la gérante du magasin d'alcool
- 1998 : Once a Thief (série télévisée) : Nastassja Momomamet
- 1999 : Buffy the Vampire Slayer (série télévisée) : la chanteuse
- 2000 : Daria in "Is It Fall Yet?" (téléfilm) : Alison (voix)
- 2000 : Edgemont (série télévisée)
- 2001 : Lunch with Charles : Natasha
- 2001 : SSX Tricky (jeu vidéo) : Zoe Payne (voix)
- 2003 : House of the Dead : DJ
- 2003 : SSX 3 (jeu vidéo) : Zoe Payne (voix)
- 2003 : Essentially Naked (court-métrage)
- 2006 : The L Word (série télévisée) : Cynthia
- 2007 : Crossing : Bernie
- 2010 : False Creek Stories (court-métrage) : Sierra
- 2012 : The Cupcake Girls (série télévisée)

## Engagements
Bif Naked est connue pour ses nombreux tatouages qui sont souvent des représentations bouddhistes et hindoues: sur le bras gauche on repère “Survivor” qui fait référence à son diagnostic du cancer en 2008. Contrairement a plusieurs grandes stars du rock, Bif ne boit pas d’alcool et ne fume pas. Elle est aussi végétalienne.
Bif Naked est membre du Women's Advisory Council dans la ville de Vancouver. Elle soutient l'égalité et les droits des femmes et travaille activement dans la communauté pour améliorer les conditions et les opportunités des femmes. Elle lance sa propre association caritative Stop the Violence/Face the Music en 1995.

## Vie privée
Bif est ouvertement bisexuelle et certaines de ses chansons y font référence (Everything en 1995 par exemple).